# Pinakoid

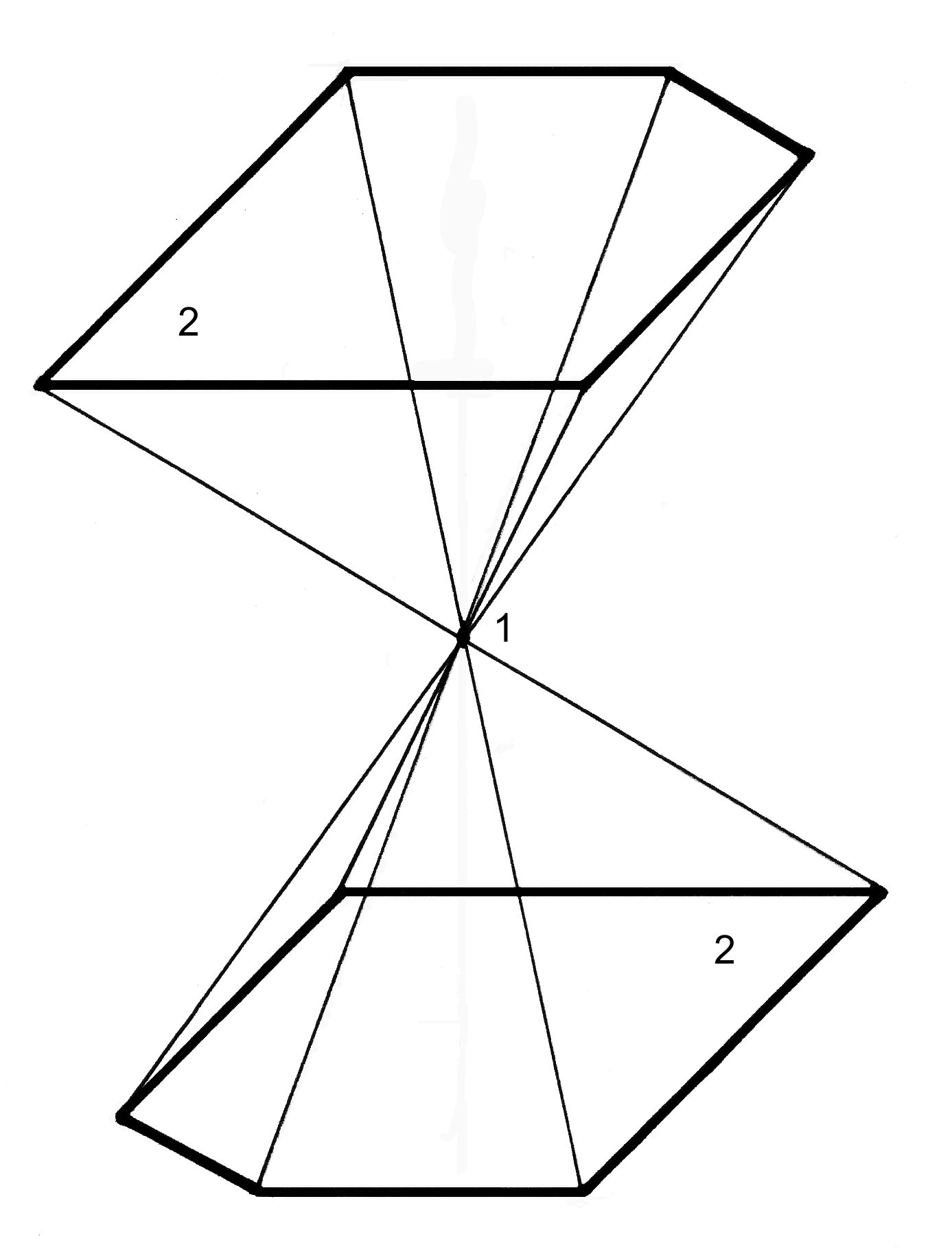
Pinakoid mit Symmetriezentrum (1);
(2) ist das Flächenpaar des Pinakoids

Das Pinakoid (zu altgriechisch πίναξ pínax „Brett, Tafel“) ist ein Begriff aus der Kristallographie und beschreibt eine Flächenform aus zwei parallel zueinander liegenden Flächen. Meist handelt es sich dabei um Flächen spezieller Lage, die parallel zu zwei (im hexagonalen System zu drei) Achsen liegen und die dritte bzw. vierte schneiden. Das verbindende Symmetrieelement ist ein Symmetriezentrum, eine Spiegelebene  oder eine zweizählige Drehachse.
Da das Pinakoid keine geschlossene Form ist, kann es nur in Kombinationen vorkommen. Ein Kristall besteht oft aus einem Prisma und einem Pinakoid.
- In den wirteligen Kristallsystemen (trigonal, tetragonal, hexagonal) liegt das Pinakoid {001} bzw. {0001} parallel zur Ebene der Nebenachsen (auch Basis oder Geradendfläche) und heißt deshalb „basisches Pinakoid“.
- Im orthorhombischen Kristallsystem gibt es außerdem noch:
  - ein „Makropinakoid“ parallel zum makrodiagonalen Hauptschnitt (auch Schiefendfläche, Querfläche und Längsfläche)
  - ein „Brachypinakoid“ parallel zum brachydiagonalen Hauptschnitt.
- Im monoklinen Kristallsystem treten auf:
  - das basische „Orthopinakoid“ {010}
  - ein „Klinopinakoid“ {h0l}.
- Im triklinen Kristallsystem ist das Pinakoid die namengebende allgemeine (und einzige) Flächenform {hkl} der triklin-pinakoidalen Kristallklasse. Alle ideal geformten Kristalle dieser Kristallklasse stellen eine Kombination aus Pinakoiden dar. Hier kann (nach Ulan) zwischen basischem, Makro- und Brachypinakoid unterschieden werden.[2]